# Аграханский заказник
Аграха́нский заказник — государственный природный заказник федерального значения. Расположен на территории Республики Дагестан, Россия.
Учреждён приказом Главного управления охотничьего хозяйства и заповедников при Совете министров РСФСР от 8 апреля 1983 года № 115 без ограничения срока действия. Заказник передан в ведение заповедника приказом Министерства природных ресурсов и экологии Российской Федерации от 3 ноября 2009 г. № 359. Расположен в Кизлярском, Бабаюртовском районах Республики Дагестан, а также охватывает Кировский район города Махачкалы.
Общая площадь территории заказника составляет 39 000 га.

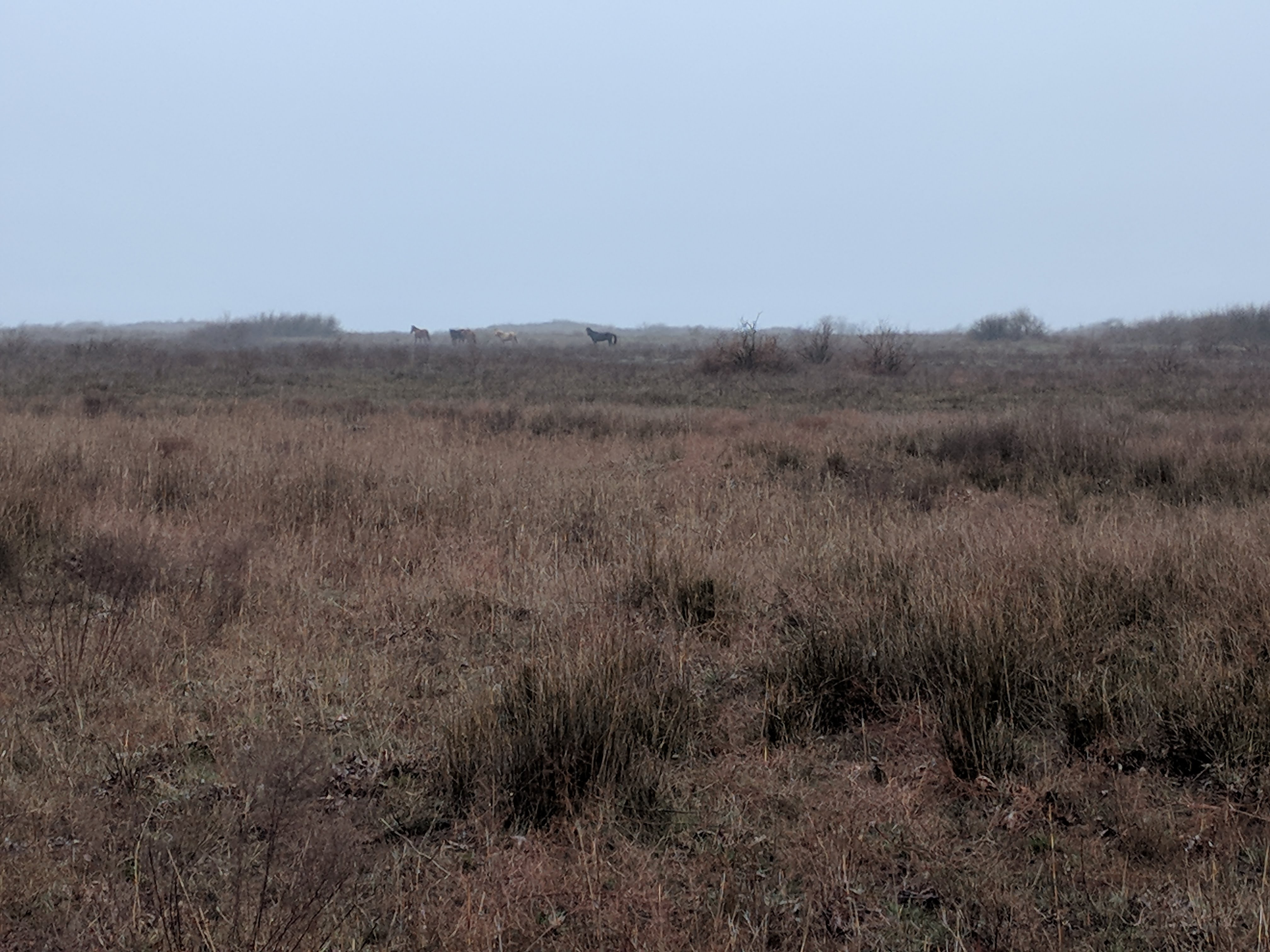
Аграханский заказник

## Общая информация
Заказник занимает северные половины Аграханского залива и Аграханского полуострова. После выведения р.Терек через прорезь на восток, в Аграханском заливе значительно снизился уровень воды, и большая часть залива высохла.
Общая площадь пресноводных озёр Северного Аграхана составляет в настоящее время не более 5000 га. Основными источниками питания озёр являются канал Кубякин и протоки левобережья Нового Терека, а также остаточный сток каналов Росланбейка и Кордонка.
Уровень воды в водоёмах и минерализация непрерывно меняются в зависимости от объёмов поступления пресной воды и нагонов морских вод.
Населённых пунктов на территории заказника нет, имеется несколько животноводческих ферм.

## Климат
Лето сухое и жаркое, зима умеренно мягкая. В феврале средняя температура — − 0,7 °С, в июле — 21,2 °С. Среднегодовое количество осадков составляет 190 мм.

## Флора и фауна
Аграханский государственный природный заказник федерального значения имеет профиль биологического (зоологического) и предназначен для сохранения и восстановления ценных в хозяйственном отношении, а также редких и находящихся под угрозой исчезновения объектов животного мира и среды их обитания.

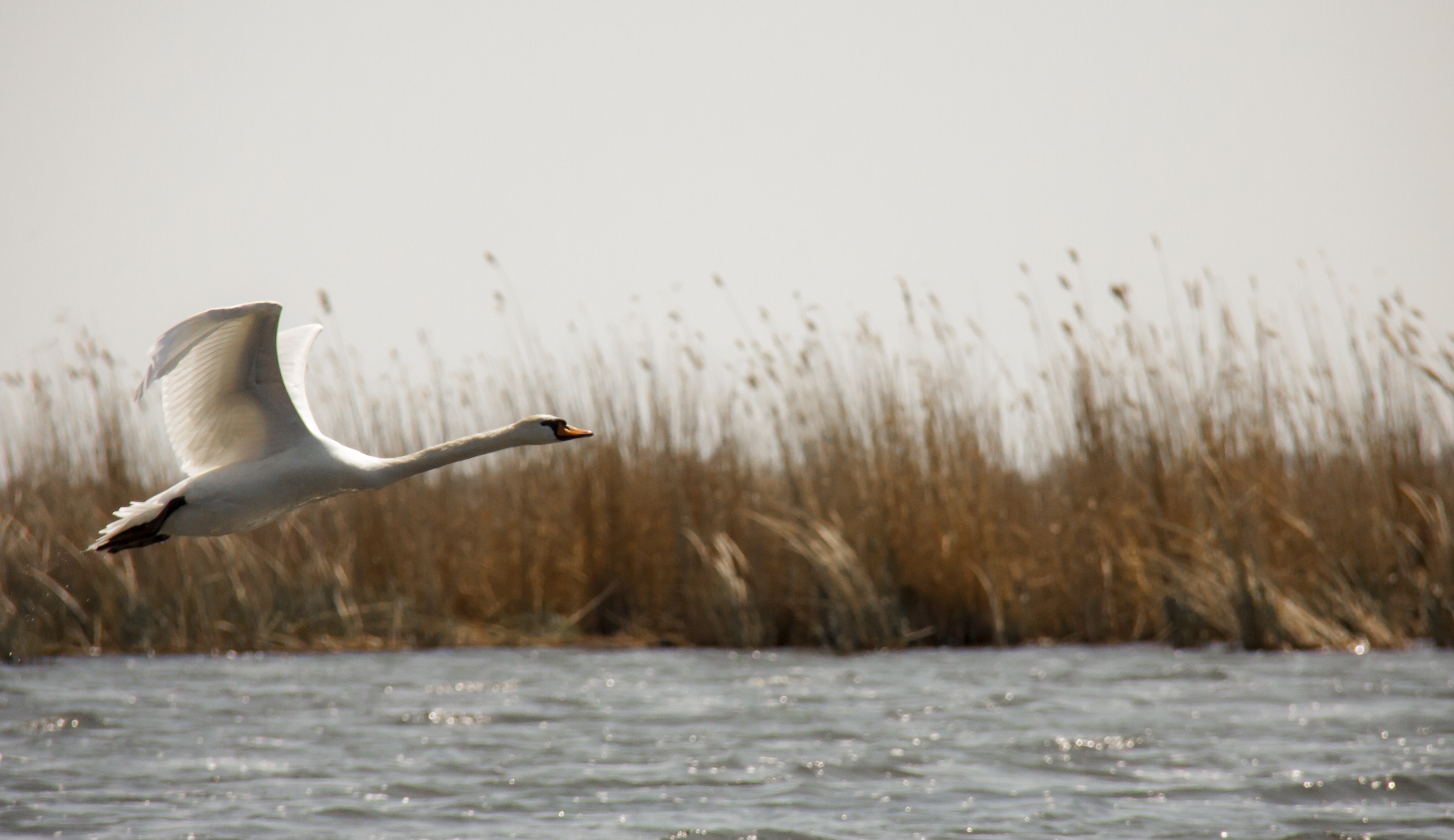
Лебедь-шипун на территории заповедника

Орнитофауна заказника насчитывает более 280 видов птиц. Максимальное разнообразие видового состава наблюдается во время миграций. Это объясняется расположением заказника на путях миграций птиц вдоль западного побережья Каспийского моря.
Ихтиофауна заказника насчитывает 1 вид рыбообразных (каспийская минога) и более 65 видов, подвидов и гибридных форм рыб. Среди пресноводных рыб в водах заказника встречаются красноперка, серебряный карась, сазан, лещ, линь, окунь, жерех, щука, сом. Среди рыбообразных и рыб заказника 8 видов из федеральной и региональной красных книг — каспийская минога, стерлядь, волжская сельдь, белорыбица, каспийская кумжа и предкавказская щиповка.
Обилие кормовой базы и разнообразие биотопов создают благоприятные условия для обитания в Аграханском заливе и прилегающих территориях дельты реки Терек многих видов хищных млекопитающих — шакала, волка, лисицы, енотовидной собаки и камышового кота. На полупустынных и песчаных участках, примыкающих к Аграханскому заливу, нередко встречаются степной хорь и перевязка, предпочитающие места массового обитания грызунов — тамарисковой песчанки, малого суслика. Локально встречается барсук. В лесах дельты Терека встречаются лесная каменная куница и лесная кошка. В проточных водоемах заказника обитает речная выдра.
В акватории Каспийского моря возможны встречи каспийского тюленя.
На территории заказника произрастает более 550 видов высших растений. В центральной и южной части заказника, вдоль каналов, проток и русла Терека образовались древесно-кустарниковые тугайные заросли и пойменные леса, состоящие в основном из тополя и ивы.
Растительность Аграханского полуострова сложена луговыми, солончаковыми, пустынными и степными ассоциациями.